# Znana subtilis
Znana subtilis är en insektsart som först beskrevs av Matsumura 1932.  Znana subtilis ingår i släktet Znana och familjen dvärgstritar. Inga underarter finns listade i Catalogue of Life.